# CJ dos Santos
CJ dos Santos, pseudonimo di Carlos Joaquim Antunes dos Santos (Filadelfia, 24 agosto 2000), è un calciatore statunitense, portiere del San Diego.

## Biografia
È nato negli Stati Uniti da madre portoghese e padre capoverdiano.

## Carriera

### Club
Ha iniziato a giocare a calcio nel settore giovanile del Philadelphia Union per poi passare al settore giovanile dei portoghesi del Benfica nel 2016. Nel 2019 è stato aggregato alla squadra B dove ha debuttato nel calcio professionistico il 25 gennaio 2021 nell'incontro di seconda divisione portoghese pareggiato 1-1 contro il Porto B.
L'11 febbraio 2022 è tornato negli Stati Uniti dove ha firmato un contratto con l'Inter Miami; utilizzato prevalentemente con la seconda squadra in MLS Next Pro, ha fatto il suo esordio in MLS il 22 ottobre 2023 nell'incontro perso 1-0 contro il Charlotte FC.
Il 12 dicembre 2024 ha firmato un contratto con il San Diego, altro club di MLS.

### Nazionale
Ha giocato con le nazionali giovanili statunitensi Under-17 ed Under-20, prendendo parte con quest'ultima al campionato mondiale di categoria del 2019.

## Statistiche

### Presenze e reti nei club
Statistiche aggiornate al 17 agosto 2025.
| Stagione              | Squadra               | Campionato            | Campionato | Campionato | Coppe nazionali | Coppe nazionali | Coppe nazionali | Coppe continentali | Coppe continentali | Coppe continentali | Altre coppe | Altre coppe | Altre coppe | Totale | Totale | Totale |
| Stagione              | Squadra               | Comp                  | Pres       | Reti       | Comp            | Pres            | Reti            | Comp               | Pres               | Reti               | Comp        | Pres        | Reti        | Pres   | Reti   |        |
| --------------------- | --------------------- | --------------------- | ---------- | ---------- | --------------- | --------------- | --------------- | ------------------ | ------------------ | ------------------ | ----------- | ----------- | ----------- | ------ | ------ | ------ |
| 2020-2021             | Benfica B             | SL                    | 2          | -3         | -               | -               | -               | -                  | -                  | -                  | -           | -           | -           | 2      | -3     |        |
| 2022                  | Inter Miami II        | MNP                   | 15         | -35        | -               | -               | -               | -                  | -                  | -                  | -           | -           | -           | 15     | -35    |        |
| 2023                  | Inter Miami II        | MNP                   | 9          | -17        | -               | -               | -               | -                  | -                  | -                  | -           | -           | -           | 9      | -17    |        |
| 2024                  | Inter Miami II        | MNP                   | 4          | -3         | -               | -               | -               | -                  | -                  | -                  | -           | -           | -           | 4      | -3     |        |
| Totale Inter Miami II | Totale Inter Miami II | Totale Inter Miami II | 28         | -55        |                 | -               | -               |                    | -                  | -                  |             | -           | -           | 28     | -55    |        |
| 2023                  | Inter Miami           | MLS                   | 1          | -1         | USCup           | 0               | 0               | -                  | -                  | -                  | LC          | 0           | 0           | 1      | -1     |        |
| 2024                  | Inter Miami           | MLS                   | 1          | -4         | USCup           | 0               | 0               | -                  | -                  | -                  | LC          | 1           | -4          | 2      | -8     |        |
| Totale Inter Miami    | Totale Inter Miami    | Totale Inter Miami    | 2          | -5         |                 | 0               | 0               |                    | -                  | -                  |             | 1           | -4          | 3      | -9     |        |
| 2025                  | San Diego             | MLS                   | 23         | -29        | USCup           | 0               | 0               | -                  | -                  | -                  | LC          | 1           | 0           | 24     | -29    |        |
| Totale carriera       | Totale carriera       | Totale carriera       | 55         | -92        |                 | 0               | 0               |                    | -                  | -                  |             | 2           | -4          | 57     | -96    |        |